# Marcos José dos Santos

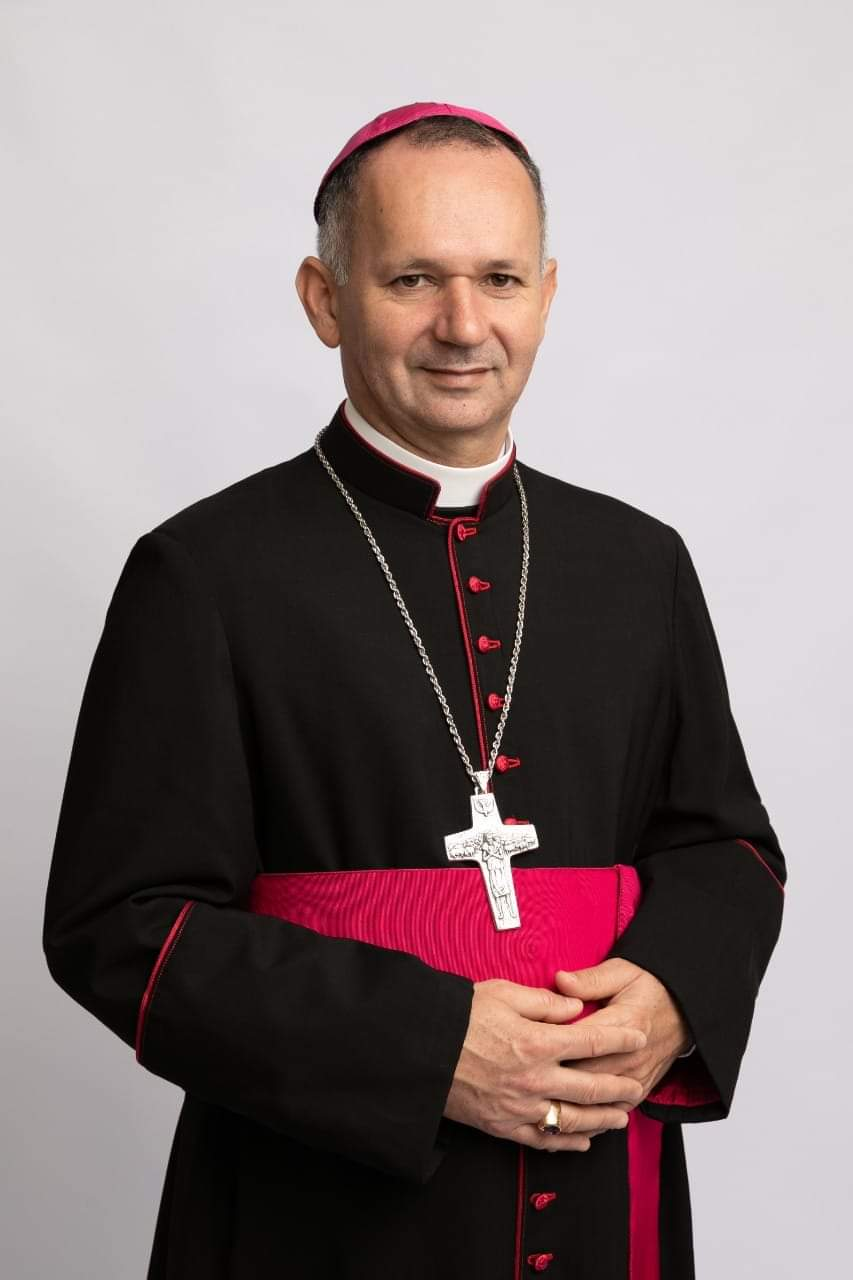
Marcos José dos Santos, 2022

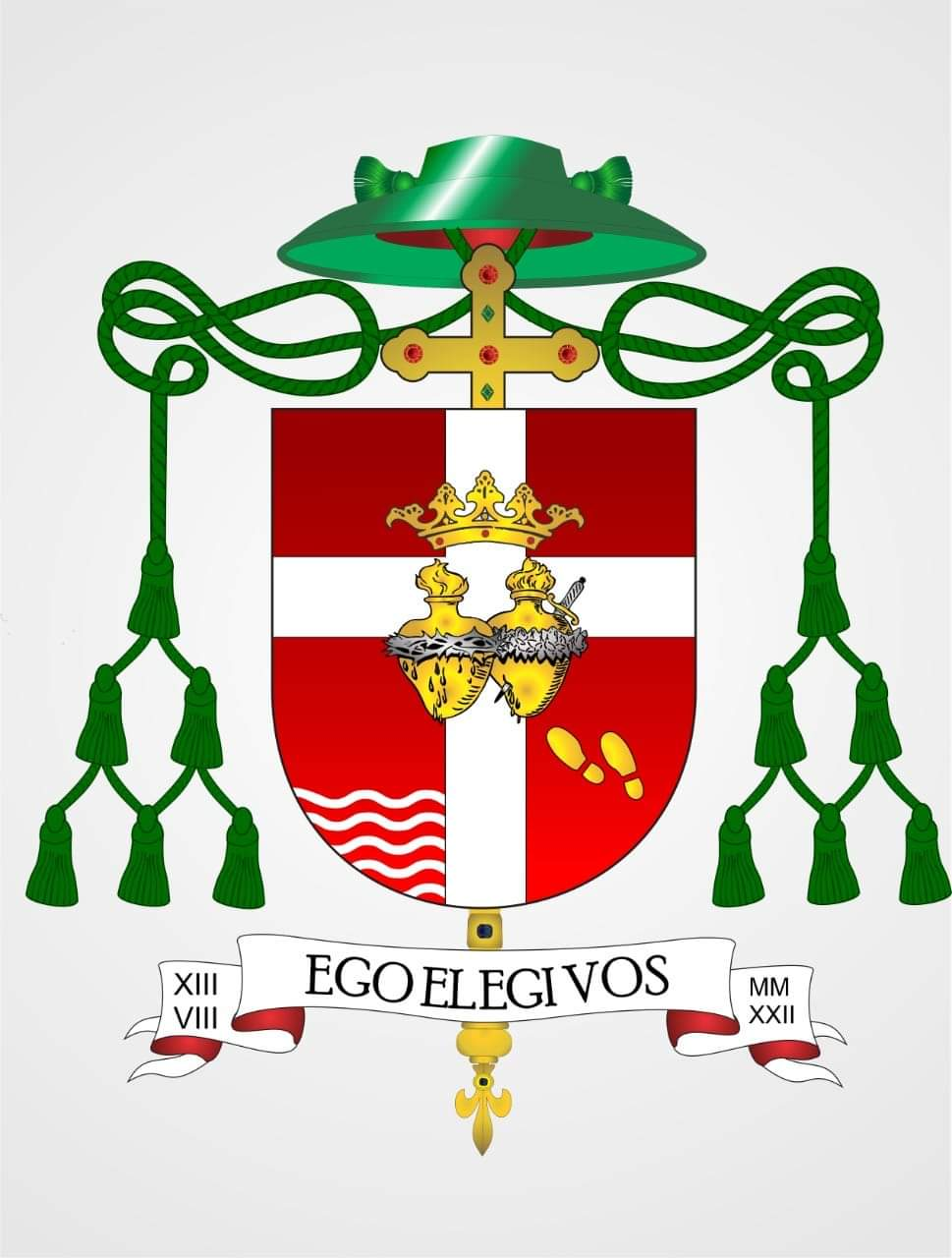
Bischofswappen von Marcos José dos Santos

Marcos José dos Santos (* 2. März 1974 in Lupionópolis, Paraná) ist ein brasilianischer römisch-katholischer Geistlicher und Bischof von Cornélio Procópio.

## Leben
Marcos José dos Santos studierte von 1993 bis 1995 Philosophie am Philosophischen Institut in Apucarana und von 1996 bis 1999 Katholische Theologie am Theologischen Institut Paulo VI in Londrina. Am 12. Februar 2000 empfing er in der Pfarrkirche Cristo Rei in Lupionópolis das Sakrament der Priesterweihe für das Erzbistum Londrina.
Von 2000 bis 2003 war Marcos José dos Santos zunächst als Verantwortlicher für die Berufungspastoral im Erzbistum Londrina tätig. 2001 wurde er zusätzlich Pfarrvikar der Pfarrei Sagrados Corações in Londrina und 2002 Regens des propädeutischen Priesterseminar São José. 2003 wurde Marcos José dos Santos für weiterführende Studien nach Rom entsandt, wo er an der Päpstlichen Universität Gregoriana einen Kurs für Ausbilder an Priesterseminaren absolvierte und 2005 ein Lizenziat im Fach Spiritualität erwarb. Nach der Rückkehr in seine Heimat wirkte er 2006 kurzzeitig als Spiritual am Priesterseminar Paulo VI in Londrina und 2007 abermals als Regens des propädeutischen Priesterseminars São José, bevor er 2008 Koordinator für die Neuevangelisierung im Erzbistum Londrina und Mitglied des Priesterrats wurde. Von 2014 bis 2016 war er Pfarrer der Pfarrei São João Paulo II in Londrina. Anschließend fungierte Marcos José dos Santos als Generalvikar des Erzbistums Londrina. Ab 2017 war er Pfarrer der Pfarrei Nossa Senhora das Graças in Centenário do Sul. Daneben gehörte er ab 2015 dem Konsultorenkollegium und erneut dem Priesterrat an.
Am 22. Juni 2022 ernannte ihn Papst Franziskus zum Bischof von Cornélio Procópio. Der Erzbischof von Londrina, Geremias Steinmetz, spendete ihm am 13. August desselben Jahres in der Kathedrale Sagrado Coração de Jesus in Londrina die Bischofsweihe; Mitkonsekratoren waren der emeritierte Bischof von Cornélio Procópio, Manoel João Francisco, und der Erzbischof von Aparecida, Orlando Brandes. Sein Wahlspruch Eu vos escolhi („Ich habe euch erwählt“) stammt aus Joh 15,16 . Die Amtseinführung erfolgte am 20. August 2022.